# Sand Point
Sand Point és una població dels Estats Units a l'estat d'Alaska. Segons el cens del 2007 tenia 893 habitants.

## Demografia
Segons el cens del 2000, Sand Point tenia 952 habitants, 229 habitatges, i 155 famílies La densitat de població era de 47,1 habitants/km².
Dels 229 habitatges en un 39,3% hi vivien nens de menys de 18 anys, en un 45,4% hi vivien parelles casades, en un 15,7% dones solteres, i en un 31,9% no eren unitats familiars. En el 25,8% dels habitatges hi vivien persones soles el 3,9% de les quals corresponia a persones de 65 anys o més que vivien soles. El nombre mitjà de persones vivint en cada habitatge era de 2,67 i el nombre mitjà de persones que vivien en cada família era de 3,17.
Per edats la població es repartia de la següent manera: un 20,4% tenia menys de 18 anys, un 8,6% entre 18 i 24, un 41,5% entre 25 i 44, un 26,3% de 45 a 60 i un 3,3% 65 anys o més.
L'edat mediana era de 36 anys. Per cada 100 dones de 18 o més anys hi havia 181,8 homes.
La renda mediana per habitatge era de 55.417 $ i la renda mediana per família de 58.000 $. Els homes tenien una renda mediana de 20.000 $ mentre que les dones 22.500 $. La renda per capita de la població era de 21.954 $. Aproximadament el 10,3% de les famílies i el 16% de la població estaven per davall del llindar de pobresa.

## Poblacions més properes
El següent diagrama mostra les poblacions més properes.